# IV. Gergely havasalföldi fejedelem
IV. Gergely (románul: Grigore Dimitrie Ghica; 1755. június 30. –  1834. április 29.) havasalföldi fejedelem.

## Élete
III. Grigore Ghica havasalföldi és moldvai fejedelem fivérének unokája, akit a bojárok kérésére emelte Havasalföld fejedelmi trónjára a török porta 1822-ben. A fejedelem – aki immár nem tartozott a fanarióta uralkodók közé – reformintézkedései – tehetetlenebb és kapkodóbb magatartása miatt – jóval alul maradt a Ioniță Sturdza fejedelem által irányított moldvaitól.